# مسیحیت در کره

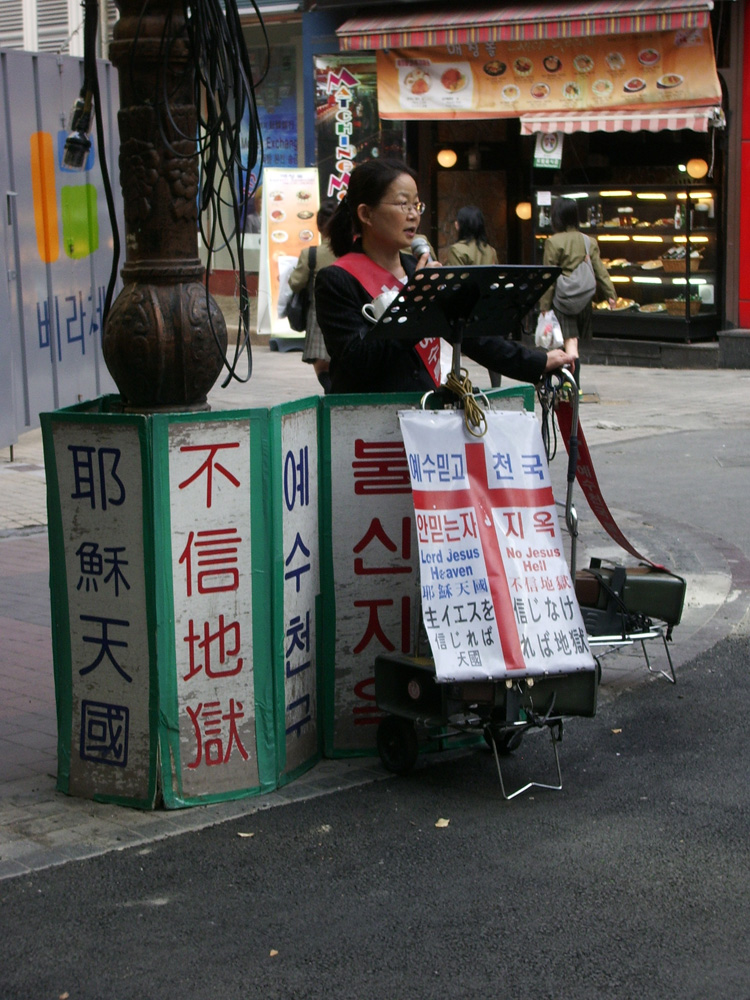
عکسی از مسیحیان کره

مسیحیت در کره عمدتاً مشتمل بر دو شاخه اصلی آن است که به ترتیب ۸٫۶ و ۵٫۱ میلیون نفر عضو دارد. اولین بار در سال ۱۶۰۳ دیپلماتی کره‌ای در بازگشت از پکن کتابی از یک مسیونر یسوعی را با خود آورد و تبلیغ کرد. در ۱۷۵۸ شاه یئونگجو چوسان رسماً کاتولیسیسم را آیینی شیطانی اعلام کرد. مسیحیان کره دچار آزار و سختی بودند ولی این باعث بازداشتن آنها نشد.
بسیاری از آنان در ۱۸۰۱ و بعدتر کشته شدند. اولین میسیونر پرسبیتری در ۱۸۸۴ وارد کره شد. هر دو مذهب رشدی تدریجی داشتند تا این که در سال ۱۹۴۵ میلادی، ۲٪ جمعیت کره مسیحی شدند. بعدها رشد مسیحیت شدیدتر شد. تا سال ۱۹۹۱، ۵۴ درصد جمعیت کره جنوبی خود را مذهبی می‌دانستند که ۵۱٪ بودایی، ۳۴٪ پروتستان و ۱۱٪ کاتولیک بودند. رشد کلیسای کاتولیک در ده سال اخیر ۷۰٪ زیاد شده‌است.
کره جنوبی در حال حاضر دومین تعداد مسیونری مسیحی را دارد.
کره جنوبی در دهه‌های ۶۰ و ۷۰ شاهد رشد سریع اقتصادی بود. بسیاری از کره‌ای‌ها دین شان را عاملی برای رشد سریع اقتصادی شان در سه دهه اخیر می‌دانند.